# 淡い花色
「淡い花色」（あわいはないろ）は、古内東子13枚目のシングル。1998年10月21日にソニー・レコードからリリースされた。

## 収録曲
作詞・作曲：古内東子　編曲：小松秀行
1. 淡い花色
2. ずっと一緒に
3. 淡い花色 （backtracks）